# Абалигет
Абалигет (венг. Abaliget) — посёлок(község) в медье Баранья в Венгрии.

## История
Считается поселением кельтского происхождения. Основано в XI веке родом Аба (отсюда и название «Абалигет»). В годы турецкой оккупации эта местность была опустошена.
В 1748 году необитаемая деревня была заселена немцами и венграми. В 1910 году здесь насчитывалось 727 жителей (551 немцев и 176 венгров). После Второй мировой войны большинство немцев уехало; при переписи 2005 года лишь 5 человек указали себя как «немцев».

## Население
| Год  | Численность | Численность |
| ---- | ----------- | ----------- |
| 2013 | 618         | [ 4 ]       |
| 2014 | 623         | [ 5 ]       |
| 2015 | 650         | [ 6 ]       |
| 2019 | 647         | [ 7 ]       |
| 2021 | 636         | [ 8 ]       |
| 2022 | 630         | [ 9 ]       |
| 2023 | 613         | [ 10 ]      |
| 2024 | 615         | [ 2 ]       |